# Віджаяварман
Віджаяварман (*д/н — 1440) — 3-й магараджадіраджа Пагаруюнга у 1417—1440 роках.

## Життєпис
Син датука (вождя) одного з племен мінангкабау і Сангговані (доньки Адітьявармана). За правляння свого вуйка Ананггавармана одружився з його донькою Путою Бонгсу. Після смерті тестя 1417 року. Прийняв титул Янг Діпертуан Магараджа Шакті I або Туанку Магараджа Шакті I.
Втім не мав авторитету, зустрівши опір знаті та датуків, чим спричинив початок послаблення держави. Зрештою протягом свого панування зумів зберіг успадковане володіння. Помер Віджаяварман 1440 року. Йому спадкувала донька Пуджанг Рамбут.